# Dabbe: Bir Cin Vakası
Dabbe: Un caz cu djini (D@bbe: Bir Cin Vakası) este un film de groază turcesc regizat, scris și produs de Hasan Karacadağ.
Filmul a fost vizionat de 78.972 de persoane în prima săptămână după premieră în cinematografele din Turcia.

## Rezumat
Ceyda T. și familia ei din Ankara susțin că sunt deranjați de o entitate fără trup. În urma implicării profesorilor de la Facultatea de Medicină GATA⁠(d), în casa familiei au fost instalate camere de supraveghere. Publicul va fi martor la șapte zile de groază prin intermediul acestor înregistrări.

## Distribuție
- Elçin Atamgüç
- Nihan Aypolat
- Pervin Bagdat
- Su Burcu Yazgi Coskun
- Elif Erdal
- Koray Kadiraga
- Mete Sahinoglu
- Ceren Sertac
- Ismail Yildiz
- Nalan Örgüt